# راشيل سوالو
راشيل سوالو (بالإنجليزية: Rachel Swallow) هي عالمة آثار متخصصة في دراسة المناظر الطبيعية والقلاع. تم انتخابها كزميلة في جمعية الآثار في لندن عام 2018. درست سوالو في جامعة برمنغهام بوليتكنك وجامعة ليفربول قبل أن تحصل على درجة الدكتوراه في جامعة تشيستر في عام 2015. وهي زائرة، زميلة، باحثة، محاضرة وضيفة في جامعة تشيستر وزميلة فخرية في جامعة ليفربول. كما أن سوالو رئيسة جمعية تشيستر الأثرية.

## التعليم
درست سوالو في جامعة برمنغهام بوليتكنك حيث أكملت بكالوريوس في اللغات الأجنبية للأعمال التجارية. ذهبت للدراسة في جامعة ليفربول، وحصلت على درجة الماجستير في المناظر الطبيعية والتراث والمجتمع في عام 2000 ثم في جامعة تشيستر حيث حصلت على درجة الدكتوراه في الفلسفة. أكملت سوالو أبحاث الدكتوراه في عام 2015 وأشرف عليها هوارد ويليامز وبيتر جاونت بتوجيه من ستيوارت آينسوورث في علم آثار المناظر الطبيعية؛ وكانت أطروحتها بعنوان تشيشاير القلاع في السياق.

## الحياة المهنية
بدأت سوالو حياتها المهنية في إدارة الأعمال قبل الحصول على درجة الماجستير في المناظر الطبيعية والتراث والمجتمع ومتابعة علم الآثار. بدأت العمل في قسم التاريخ بجامعة تشيستر عام 2000، مباشرة بعد حصولها على درجة الماجستير. كانت سوالو أول محاضرة زائرة للموظفين واستمرت في إلقاء المحاضرات أثناء بحثها عن درجة الدكتوراه. في الوقت نفسه، شغلت أيضًا العديد من المناصب التعليمية الأخرى وبدأت في نشر أبحاثها. بين عامي 2003 و2007 كان سوالو مدرسة في جامعة كيلي، حيث قامت بتدريس الطلاب حول علم الآثار ودراسات المناظر الطبيعية. تعاون سوالو مع روبرت ليديارد في كتابة دليل التراث الإنجليزي لقلعة بيستون كاسل في شيشاير. تم نشره في عام 2007 كجزء من مخطط جديد من الكتب التوجيهية التي أنتجت للمنظمة واستبدلت دليل عام 1995.
في عام 2009، بدأت سوالو التدريس في كلية بيرتون مانور، مرة أخرى تدريس عن علم الآثار والمناظر الطبيعية. استمر هذا الدور حتى أغلقت الكلية في عام 2011. أثناء بحثها لنيل درجة الدكتوراه، وبعد ذلك بوقت قصير نشرت سوالو عدة مقالات عن القلاع في شيشاير. تضمنت هذه المقالات دراسة لعلم الآثار الطبيعية لقلعة ألدفورد، والتحقيقات في قلعة شوكلاخ، ومسح لقلعة دودليستون، وكلها في مجلة تاريخ شيشاير. بين عامي 2015 و2016، نشرت أيضًا ورقتين في مجلة الآثار تلخص النتائج الرئيسية من الدكتوراه.
تم انتخاب سوالو زميلة في جمعية الآثار في لندن في مارس 2018. وفي العام التالي، تم انتخابها في مجلس المعهد الملكي للآثار. انضمت سوالو إلى جامعة ليفربول في عام 2020 كمساعد فني للبيانات والبحوث المؤقتة في قسم علم الآثار؛ ساهمت من خلال هذا الدور في مشروع «البقايا البشرية: المكتبة الرقمية». منذ نوفمبر 2020، وأصبحت سوالو رئيسة جمعية تشيستر الأثرية.

## منشورات مختارة
نشرت سوالو مقالات وفصولًا في أماكن عديدة. يتضمن ذلك تفسيرات جديدة لقلعة بيستون (نُشرت في المجلة الأثرية وشاتو غايلارد)؛ إن القلاع الأنجلو-نورمان في المنطقة الثقافية البحرية الأيرلندية والحدود الأنجلو-ويلز (التي نشرت أيضاً في المجلة الأثرية)؛ وتهيئة المناظر الطبيعية والهندسة المعمارية في قلعة كيرنارفون (نُشرت في مجلة Archaeologia Cambrensis و Château Gaillard وبريطانيا وجيرانها).
- Liddiard، Robert؛ McGuicken [Swallow]، Rachel (2007). Beeston Castle. English Heritage.
- McGuicken [Swallow]، Rachel (2010). "Castle in context? Redefining the significance of Beeston Castle, Cheshire". Journal of the Chester Archaeological Society. ج. 81: 65–82.
- Swallow، Rachel (2012). "Landscape of Power: Aldford castle, Cheshire". Cheshire History. ج. 52: 5–28.
Runner-up in the British Association for Local History Awards 2014[21]
- Swallow، Rachel (2014). "Gateways to Power: The Castles of Ranulf III of Chester and Llywelyn the Great of Gwynedd". The Archaeological Journal. ج. 171 ع. 1: 289–311. DOI:10.1080/00665983.2014.11078268. S2CID:162382565.
- Swallow، Rachel (2016). "Cheshire Castles of the Irish Sea Cultural Zone". The Archaeological Journal. ج. 173 ع. 2: 288–341. DOI:10.1080/00665983.2016.1191279. S2CID:163766715.
- Swallow، Rachel (2018). "Hilltop castles in a medieval landscape: Beeston and Buckton, Cheshire, England". Château Gaillard. Études de castellologie médiévale. ج. 28: 271–282.
- Swallow, Rachel (2019). "Living the dream: the legend, lady and landscape of Caernarfon Castle, Gwynedd, North Wales". Archaeologia Cambrensis (بالإنجليزية). 168: 153–196.
- Swallow, Rachel (2021). "The forests and elite residences of the earls of Chester in Cheshire". Anglo-Norman Studies (بالإنجليزية). 43: 15–38. DOI:10.2307/j.ctv1q16rh1.7. S2CID:236261883.
- Swallow، Rachel (2021). "Cherchez la femme: a Fresh Interdisciplinary and Multi-Period Approach to Understanding Gender, Place and Space at Caernarfon Castle in Gwynedd, Wales". Château Gaillard. Études de castellologie médiévale. ج. 29.
- Swallow، Rachel (2021). "Ring-fencing the gardinum? European romance to British reality of the thirteenth-century Caernarfon Castle garden and park". Britain and Its Neighbours: Cultural Contacts and Exchanges in Medieval and Early Modern Europe. ص. 121–139. DOI:10.4324/9780429324741-7-8. S2CID:233568112.

## روابط خارجية
- منشورات بواسطة راشيل سوالو على ريسيرش غيت
- Legend, Lordship and Landscape، محاضرة قدمتها سوالو للمعهد الأثري الملكي في عام 2020.